# 李芳先
李芳先（1557年—1616年），字元秀，山西省澤州沁水縣人，四川成都府漢州民籍，治《易經》，年二十七歲中式萬曆十一年癸未科第三甲第一百六十名進士。十月初五日生，行二，曾祖李守正；祖李虎雄，壽官；父李餘；母鍾氏；繼母謝氏。慈侍下，妻黃氏，兄蓁先，弟華先；薦先；蕃先。由國子生中式四川鄉試第五十四名舉人，會試中式第一百八十六名。